# Yann Schrub
Yann Schrub, född 20 mars 1996, är en fransk friidrottare som tävlar i medel- och långdistanslöpning.

## Karriär
Vid europamästerskapen i friidrott 2022 tog han brons på  10 000 meter. Vid europamästerskapen i friidrott 2024 tog han silver på på 10 000 meter.